# Isarachnactis lobiancoi
Espèce
Isarachnactis lobiancoi est une espèce de cnidaires de la famille des Arachnactidae.

## Systématique
Le nom valide complet (avec auteur) de ce taxon est Isarachnactis lobiancoi (Carlgren, 1912).
L'espèce a été initialement classée dans le genre Arachnactis sous le protonyme Arachnactis lobiancoi Carlgren, 1912.
Isarachnactis lobiancoi a pour synonyme :
- Arachnactis lobiancoi Carlgren, 1912